# Huejotitán
Huejotitán är en kommun i Mexiko.   Den ligger i delstaten Chihuahua, i den nordvästra delen av landet, 1 100 km nordväst om huvudstaden Mexico City.